# Плувьен
Плувьен (фр. Plouvien) — коммуна на северо-западе Франции, находится в регионе Бретань, департамент Финистер, округ Брест, кантон Плабеннек. Расположена в 18 км к северу от Бреста, в 13 км от национальной автомагистрали N12.
Население (2019) — 3832 человека. 

## История
Современная история Плувьена связана со Святым Жауа, прибывшим в Бретань около 520 года и построившим церковь в месте, где 
сейчас находится Плувьен.

## Достопримечательности
- Приходская церковь Святых Петра и Павла, перестроенная в конце XIX века в стиле неоготика
- Часовня Святого Жауа XVI века, построенная на месте церкви VI века
- Часовня Святого Иоанна Иерусалимского XV века

## Экономика
Структура занятости населения:
- сельское хозяйство — 15,2 %
- промышленность — 42,5 %
- строительство — 7,7 %
- торговля, транспорт и сфера услуг — 16,5 %
- государственные и муниципальные службы — 18,1 %

Уровень безработицы (2018) — 7,1 % (Франция в целом —  13,4 %, департамент Финистер — 12,1 %).
Среднегодовой доход на 1 человека, евро (2018) — 22 460 (Франция в целом — 21 730, департамент Финистер — 21 970).

## Демография
Динамика численности населения, чел.

## Администрация
Пост мэра Плувьена с 2020 года занимает Эрве Ольдани (Hervé Oldani).  На муниципальных выборах 2020 года возглавляемый им независимый список был единственным.
| Период | Период | Фамилия          | Партия        | Примечания                |
| ------ | ------ | ---------------- | ------------- | ------------------------- |
| 1957   | 1971   | Жан Боторель     |               |                           |
| 1971   | 1983   | Жан Жолле        |               |                           |
| 1983   | 1984   | Франсуа Кюэф     |               |                           |
| 1984   | 1995   | Жан-Луи Ле Гюэн  |               |                           |
| 1995   | 2020   | Кристиан Кальвес | Разные правые | государственный служащий  |
| 2020   |        | Эрве Ольдани     |               | морской офицер в отставке |

## Города-побратимы
- Трегарон, Уэльс

## Галерея

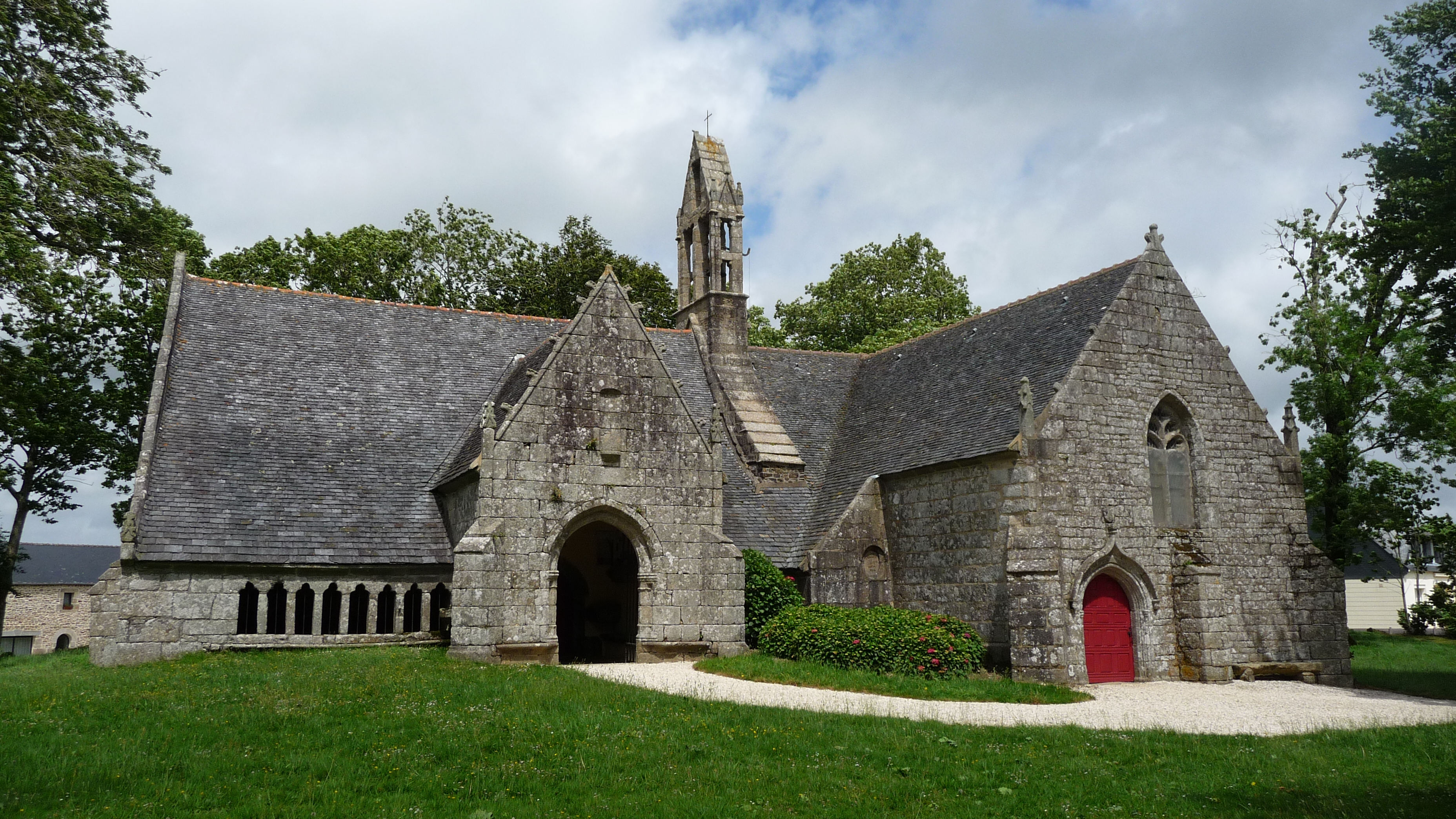
Часовня Святого Жауа
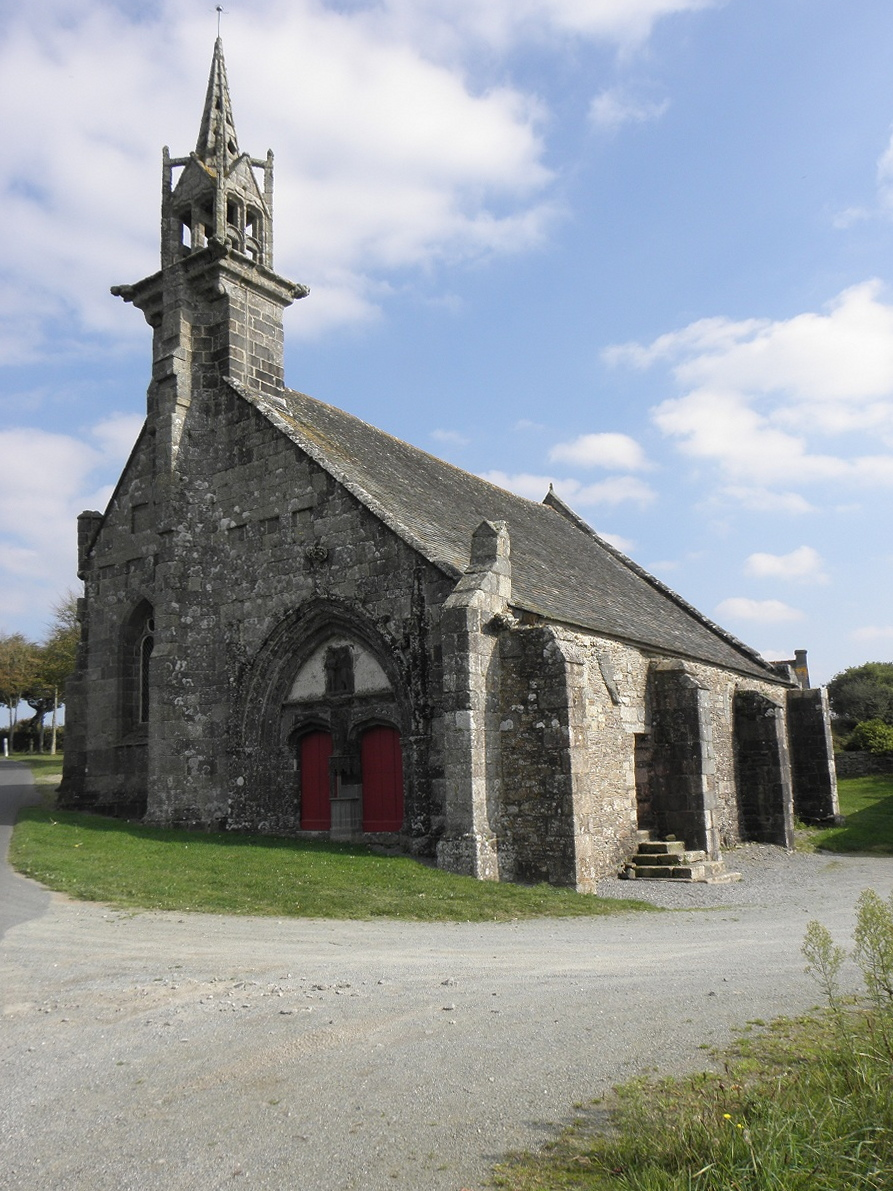
Часовня Святого Иоанна